# Gymnangium sinosum
Gymnangium sinosum är en nässeldjursart som först beskrevs av John Fraser 1925.  Gymnangium sinosum ingår i släktet Gymnangium och familjen Aglaopheniidae. Inga underarter finns listade i Catalogue of Life.